# عائشة مكي
عائشة مكي (بالإنجليزية: Aicha Mekki)‏ (1950 - مايو 1992) صحفية مغربية كانت رائدة في العمل الصحفي المتعلق بتغطية أحداث الجرائم في البلاد أثناء عملها في صحيفة الرأي (بالفرنسية: L'Opinion)‏. كانت واحدة من عدد قليل من مراسلي الجرائم والصحفيات في البلاد وكتبت عمود بٱسم خارج المجتمع (بالفرنسية: Au ban de la société)‏ من عام 1977 إلى عام 1992.

## النشأة والشخصية
ولدت عائشة مكي رقية فتح في تازة عام 1950. تحدد بعض المصادر سنة ميلادها عام 1952.نشأت في فقر مدقع ودرست في مدرسة يهودية في المدينة، مع اهتمام خاص باللغة الفرنسية. وتعرّضت لعنف منزلي متزايد. عندما كانت طفلة، انتقلت عائلتها إلى الحي المحمدي (بالفرنسية: Carrières Centrales)‏، وهو مشروع سكني في الدار البيضاء. استمتعت بقراءة أعمال مثل البؤساء (بالفرنسية: Les Misérables)‏ ومدام بوفاري (بالفرنسية: Madame Bovary)‏. عاشت مكي وحدها وقت وفاتها  وأعجبت بالثقافة الغربية.

## المسيرة المهنية
في أوائل السبعينيات من القرن العشرين، تم تعيينها للعمل في صحيفة الرأي (بالفرنسية: L'Opinion)‏، وهي صحيفة مغربية ناطقة بالفرنسية. من أكتوبر 1977 حتى وفاتها في 1992 . نشرت عائشة عمودها خارج المجتمع (بالفرنسية: Au ban de la société)‏ في صحيفة الرأي. أصبح العمود، الذي كُتب خلال «سنوات الرصاص» في المغرب - حقبة من انتهاكات حقوق الإنسان من قبل من هم في السلطة - معروفًا بالتصوير «المثير» للجرائم واستخدام أسلوب «السرد شبه الروائي». كما لفتت الانتباه من خلال تغطية الفقراء في البلاد بالتفصيل، مثل البغايا ومدمني المخدرات. كانت مكي واحدة من الصحفيين القلائل الذين كتبوا عن الجريمة في المغرب، وصحفية نادرة في بلادها. تعتبر مكي من رواد «تغطية الجريمة الحديثة» في المغرب.
تميزت تقاريرها عن الجرائم بالتركيز على جوانب القضايا الجنائية إلى جانب وقائع تحقيقات الشرطة. كانت تكتب عن خلفية القضية والجريمة نفسها وإجراءات المحكمة. كانت القضايا المشمولة في الغالب جرائم قتل ناتجة عن الزنا أو جرائم عاطفية أخرى. لا يمكن نشر التقارير إلا بعد أن تم الفصل في القضية من قبل المحكمة. كما نشرت مكي اعترافات للمجرمين وصفها معجم السيرة الإفريقية بأنها تُظهر «الإساءة إلى المجتمع المغربي والمُتخلى عنه في ضوء تعاطف لا لبس فيه».

## الوفاة
توفيت في مايو 1992. اكتُشفت جثتها في شقتها بعد أسبوعين من توقفها عن العمل، في 16 مايو.